# Армонас, Аугустинас
Аугусти́нас А́рмонас  (лит. Augustinas Armonas; 15 мая 1922, дер. Маникунай Пасвальского района Паневежского уезда, Литва — 10 января 2017, Вильнюс, Литва) — советский, литовский флейтист, педагог, дирижёр.

## Биография
Был младшим, восьмым ребёнком в крестьянской семье Миколаса и Оны Армонасов, некоторые из сыновей которых стали впоследствии музыкантами.
Самый старший из братьев, виолончелист Пятрас, учил его в детстве игре на виолончели, но позже он выбрал для себя флейту. Примерно с 1931 года начал посещать начальную школу. Затем уехал в Радвилишкис к брату Антанасу, а в 1934 году поступил в шяуляйскую гимназию для мальчиков. В 1942 году стал учащимся по классу флейты Шяуляйской музыкальной школы. В то время также пел с братом Антанасом в хоре Шяуляйского музыкального театра, где дирижёром был Пятрас Армонас.
В 1947 году окончил Каунасскую консерваторию по классу Юозаса Пакальниса. Одновременно пел в хоре Каунасского театра оперетты, а через 2 года начал играть на флейте в оркестре театра. Позже играл в оперном оркестре. В 1947 году продолжил образование в Вильнюсской консерватории по классу флейты Людаса Сурвилы.
В 1948 году прошёл отборочный конкурс и был принят флейтистом и концертмейстером группы духовых инструментов в симфонический оркестр Радиокомитета Литовской ССР, который в 1958 году был передан Государственной филармонии. Был в составе оркестра до 1972 года. Выступал соло и в составе духового квинтета в Литве и за её пределами.
В 1972—1982 годах преподавал по классу флейты и камерного ансамбля в Вильнюсском музыкальном училище им. Ю. Таллат-Кялпши (ныне — консерватория). Там же был дирижёром студенческих симфонического и духового оркестров. В 1963—1968 годах преподавал в Государственной консерватории Литовской ССР.
Похоронен на кладбище Расу.
Наиболее известные ученики — Альгирдас Визгирда и Лайма Шульскуте.

## Семья
Первая жена — скрипачка и педагог по классу скрипки Эмилия Пилотайте-Армонене, дети — сын Римантас Армонас (виолончелист, лауреат международных конкурсов, профессор Литовской академии музыки и театра и Университета им. Витаутаса Великого) и дочь Ингрида Армонайте-Галинене (1962—2025) (скрипачка, лауреат международных конкурсов, профессор Литовской академии музыки и театра, преподаватель Национальной школы искусств им. М. К. Чюрлёниса), внук — виолончелист Эдвардас Армонас. Вторая жена — Маргарита Дварионайте (1928—2007), дирижёр симфонического оркестра Государственной филармонии, Заслуженная артистка Литовской ССР (1975), педагог, публицист, пианистка, первая литовская женщина-дирижёр симфонического оркестра.

## Грамзаписи
- Камерная музыка литовских композиторов: Ю. Пакальнис, Танец с обручем из балета «Невеста», флейта — А. Армонас, партия фортепиано — Г. Знайдзилаускайте, фирма грамзаписи «Мелодия», 1962
- С. Шаминад, Концертино оп. 107; Г. Пёрселл, 2 песни; флейта — А. Армонас, партия фортепиано — М. Дварионайте, фирма грамзаписи «Мелодия», 1968, 33D-23578
- Музыка литовских композиторов: М. Лауришкус, Сюита для квинтета духовых инструментов «В Литве»; А. Кленицкис, Квинтет для духовых инструментов; А. Бражинскас, Квинтет для духовых инструментов; В. Юргутис, Квинтет для духовых инструментов; Квинтет духовых инструментов Государственной филармонии ЛССР, фирма грамзаписи «Мелодия», 1970, 33Д-028805, 33Д-028806
- Б. Горбульскис, Концерт № 2 для флейты с оркестром, солист — А. Армонас, симфонический оркестр Государственной филармонии Литовской ССР, дирижёр — Ю. Домаркас, фирма грамзаписи «Мелодия», 1970, 33Д-027987, 33Д-027988
- Ю. Пакальнис, Танец с обручем из балета «Невеста» и «Плач», флейта — А. Армонас, партия фортепиано — М. Дварионайте, фирма грамзаписи «Мелодия», 1973, 33Д-034191, 33Д-034192

## Награды
- Медаль «За трудовое отличие» (16 марта 1954 года) — за выдающиеся заслуги, в области развития литовской советской литературы и искусства и в связи с декадой литовской литературы и искусства в г. Москве[2]